# Tunestillingen
Tunestillingen var en feltbefæstet linje, der strakte sig fra Køge Bugt til Roskilde Fjord. Den blev anlagt 1915-1918 efter udbruddet af 1. verdenskrig. Krigen aktualiserede, at Københavns Landbefæstning fra 1880'erne og 1890'erne var forældet og lå for tæt omkring hovedstaden til at beskytte den mod et eventuelt bombardement fra artilleri, hvis rækkevidde hele tiden øgedes. Enkelte bunkers og andre spor i landskabet fra stillingen eksisterer stadig, bl.a. en strandflankerne ved Mosede Fort.
Tunestillingen blev primært opført som et værn mod angreb på København og strakte sig, på det smalleste sted mellem to kyster, fra Mosede Fort ved Køge Bugt til Veddelev nord for Roskilde. 

## Forudsætninger for byggeriet
Efter udbruddet af 1. verdenskrig, kiggede Tyskland mod Danmark, som havde valgt at holde sig neutralt. Tyskerne ville have Danmark til at udlægge søminer i Storebælt og mellem Langeland og Lolland og de spurgte om Danmark ville gøre dette . Man tolkede den tyske anmodning som et ultimatum. P. Munch mente at et ”Nej” til tyskerne, ville betyde at tyskerne selv udlagde minerne og at tyskerne derfor ville landsætte tropper på Fyn, Sprogø og Sjælland for at beskytte dem. Danmark svarede ja til tyskerne og lagde selv miner ud i Storebælt, Lillebælt, Øresund og Køge Bugt, selvom Tyskland allerede selv havde lagt miner imellem Langeland og Lolland. ”Den danske stat skulle balancere mellem tyske og engelske militære og handelsmæssige aftaler som middel i den nye neutralitetspolitik”. Ved at have handelsaftaler både med Tyskland og England håbede Danmark at de to lande ville være afhængige af de varer de importerede fra Danmark og derfor ikke ville angribe.
”Det danske neutralitetsforsvar havde tre sider: For det første det militære forsvar, hvor det var regeringens opgave at etablere et militært forsvar, der opbyggede troværdige militære anlæg … der kunne overbevise de krigsførende magter om, at Danmark var i stand til at forsvare sin neutralitet” . Selvom Danmark ikke ville indblandes i krigen forberedte den danske regering og militær sig alligevel på at et angreb fra England eller Tyskland kunne komme. Et andet led i Danmarks neutralitetsplan var at den danske regering skulle etablere et godt solidt erhvervsliv, der sikrede en balanceret eksport at fødevarer til de krigsførende landes soldater. Danmark havde dog stadig tvivl omkring de tyske hensigter og man erfarede fra fronten at det tyske artilleri kunne skyde meget langt, længere end de kanoner Danmark havde på København befæstning og man ønskede ikke at gentage katastrofen fra 1807 . Den tyske kanon med længste rækkevidde var en 42 cm. Haubitser med en skudvidde på 9.300 m – 14.000 m og den kunne skyde et projektil på 1.160 kg. Til sammenligning kunne danskerne tungeste kanon skyde 8.800 m med et projektil på 30 kg . Ydermere ville Københavns fald betyde overgivelse. Den danske overkommando lavede en skrivelse til krigsministeriet, 11. september 1915, omkring forslag til et nyt og bedre forsvar af København. Man valgte det forslag som blev til Tunestillingen; en forsvarslinje fra Køge bugt til Roskilde fjord med skyttegrave og pigtråd samt beskyttelsesrum og flankeringsrum. Man kunne frygte at fjenden kunne langsætte tropper nord for København og falde stillingen i ryggen, men da de danske ubåde havde base i Helsingør, anså man det ikke for sandsynligt også på baggrund af at krigen havde bevist, hvor effektive ubåde var . Man vurderede også muligheden for at en fjende kunne lave en landgang over Roskilde fjord, for at undgå stillingen, men det fandt man ligeledes usandsynligt pga. det store arbejde, vejrforholdene og at det danske militær ville forudse det og derfor omstille sit forsvar.

## Byggeriet
Forud for selv byggeriet anslog man prisen for hele projektet til at blive 950.000 kr. 150.000 til hindringsmidler, 100.000 til lyskastere, 200.000 til rekylgeværer og 500.000 til opholdsrum . Da man skal bygge, opdeler man stillingen i 3 afsnit; Karlslunde afsnit som går fra Køge bugt til Tunegård-Hastrup, Tune afsnit som går fra sidst nævnte til Oxebjerg-Tjæreby og Roskilde afsnit som går fra sidst nævnte til Roskilde fjord . Oberst Nyholm skriver til overkommandoen ”Vi har kun 300 mand af fodfolket på arbejde i hvert afsnit. Det er absolut utilstrækkeligt til gennemførelse af de meget betydelige arbejder, som endnu står tilbage for at gøre stillingen blot nogenlunde anvendelig” . Tallet kom dog op på ca. 2.000 arbejdende mand om dagen . Arbejdstiden pr. arbejder er på 8 timer. Af de timer er der efter frokost og march ud til arbejdet 4,5 time tilbage at arbejde i pr. dag. Man indførte dog akkord de steder man kunne, som f.eks. ved udgravning. Der anslog man at en mand på en time kunne udgrave 0,75 m3 let jord og muld, 0,50 m3 middel jord eller 0,25 m3 svær jord . Dette arbejde krævede store mængder værktøj, som var svært at skaffe på dansk jord, så mange var nødsaget til at købe en del fra Sverige. Da noget af gravearbejdet foregik om vinteren, var det uundgåeligt at en del værktøj gik i stykker. Efter udgravningen byggede man skyttegrave af typen svær skyttegrav , men man fandt dog en del fejl ved typen under en øvelse i 1917 og derefter gik man over til en type der var bredere, men denne type byggede man kun de steder, hvor man endnu ikke havde bygget skyttegrave, dvs. omkring Oxebjerg og Nymølle . Udover gravearbejdet skulle der også opsættes pigtråd og man besluttede der skulle opsættes et 10 meter bredt hegn over hele linjen, nogle steder dog op til 14 meter, som f.eks. ved Karlslunde og Roskilde omkring stranden . Her forsøgte man ligeledes at fastsætte en akkord, men det kunne man ikke med hensyn til at nedsætte pæle pga. vejr og jordforhold, da det fik tallene til at variere med op til 300 % . Man kunne dog med at trække pigtråd. Her blev det ikke pr. mandetime, men pr. brigade dag. En arbejdsbrigade er i dette tilfælde 1 pioner og 5 mand. Akkorden hed 100 løb. meter enkelt 2 m-hegn pr. brigadedag. 300 løb. meter mellemtråd pr. brigadedag . Til hele stillingen skal der bruges 148.000 pæle, 4.400.000 meget pigtråd og 1.950.000 kramper til en samlet værdi af 246.600 kr. selvom man forud for projektet kun havde sat 150.000 kr. af til hindringsmidler. Udover pigtråd og skyttegrave byggede man flankeringskonstruktioner til at kunne skyde fjenden i siden fra sikre positioner i tilfælde af fjenden stormer skyttegravene. Der var tale om en let jernbetonkonstruktion med 2 rum og skydeskår til 2 rekylgeværer samt åbning til en gasprojektør . Man byggede i alt 29, der stadig kan ses steder i landskabet. Med tiden begyndte man at opføre gallerier i stedet for, som praktisk talt var det samme, men havde dog plads til 4 rekylgeværer og 4 almindelige geværer. Det hårde arbejde resulterede dog i disciplinære problemer og antallet af sager voksede kraftigt og man indførte forskellige former for straf, f.eks. 5 dages mørk arrest på indskrænket kost samt 5 døgns tjeneste . Ca. 10 % af officerer og menige fik tilladelse til at holde orlov på søndage og helligdage. Udover det fik soldaterne dårlige lønninger i forhold til resten af Danmark, lønnen burde have været 175 % højere for at være tilsvarende .

## Efterskrift
Danmark bevarede sin neutralitet under 1. verdenskrig. Kun få år efter 1918, hvor krigen sluttede, var Tunestillingen stort set væk. I 1982 var der ca. 150 meter skyttegrav tilbage. Generalmajor Louis Nielsen sagde efter krigen om Tunestillingen "Da vi havde den, var der ingen, der troede paa dens Værdi, og den var ogsaa baade i teknisk og taktisk Henseende umulig; det vil den ogsaa blive i Fremtiden..."
I 1986 skrev Klavs Becker-Larsen en bog om Tunestillingen, og i 2009 udgav Greve Museum en antologi om Tunestillingen.
På Mosede Fort kan man se en museumsudstilling om Tunestillingen.

## Eksterne kilder og henvisninger
- 1001 fortællinger om Danmark Arkiveret 30. november 2010 hos  Wayback Machine
- Københavns befæstning 1880-1920, Tunestillingen
- Danmark under 1. Verdenskrig Arkiveret 14. juli 2023 hos  Wayback Machine
- Mosede Fort – med bl.a. et detaljeret kort over Tunestillingen.
- historie-online.dk

|  | Denne artikel kan blive bedre, hvis der indsættes geografiske koordinater Denne artikel omhandler et emne, som har en geografisk lokation. Du kan hjælpe ved at indsætte koordinater i wikidata. |